# CWU-45P
CWU-45P は、アメリカ陸・海・空の三軍および海兵隊において制式採用されている、インターミディエートゾーン用現行型フライトジャケットである。別名はMA-2。J-CWFSという、45/Pの名が冠される以前の最初期版から、MIL-J-83388A〜83388Eまでの各スペック・バリエーションがある。1973年、米海軍に先行採用され、1976年には米空軍にも採用された。基本色は他の装備品に共通する濃いオリーブグリーンとは若干異なるセージグリーンだが、近年、砂漠地帯などの局地戦用にデザート（タン）カラーのモデルも採用されている。ほぼ同型のサマーゾーン用として薄手（CWU-45/Pの中綿をなくしたような具合である）の制式ジャケット、CWU-36/Pが存在する。またサマーゾーン用のCWU-36/Pには前面ファスナー部分に防風用の前立てがないなどCWU-45/Pとはデザインが異なる部分がある。
グリーン・ブライアー社、アヴィレックス社、イスラテックス社、アルファ社、プロパー社をはじめ、さまざまな軍関連アパレルメーカーが製造・納品の実績を持つ。

## 特徴

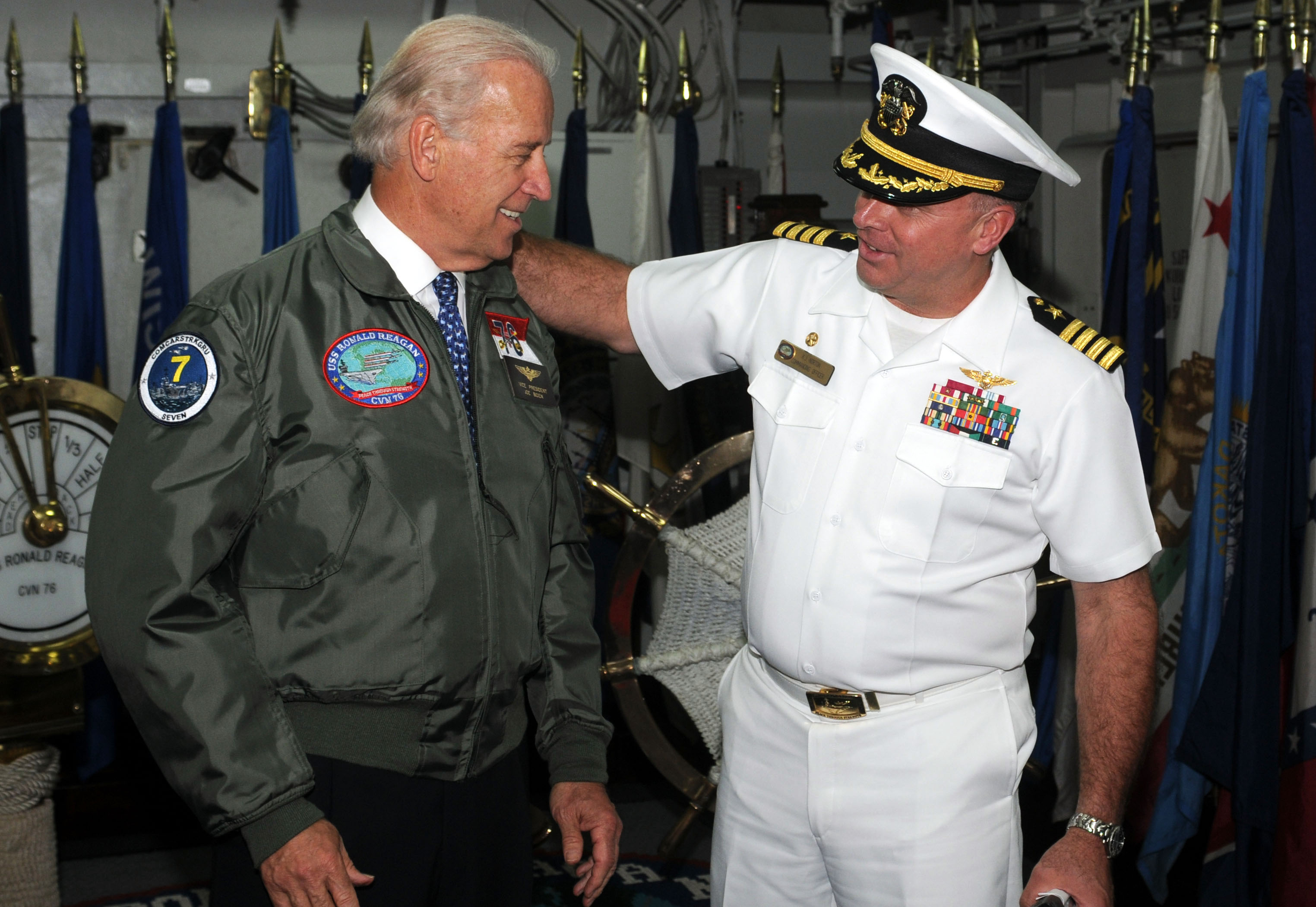
空母ロナルド・レーガンを訪問したジョー・バイデン副大統領、CWU-45Pを着用している。(2009年5月19日)

米空軍においては1952年以降朝鮮戦争・ベトナム戦争を経て長期間にわたりMA-1がパイロット用の主力ジャケットの座にあったが、CWU-45/Pはその後継品である。米海軍において航空機搭乗員用に使用されていたジャケット・ズボン・つなぎ型のインナー・防寒用フードで構成されたWinter Flying Suits（冬季用飛行スーツ。そのジャケット部分がのちに「G-8」「WEPジャケット」「ゴンズジャケット」等と俗称される）の後継として開発されたCold Weather Flying System（寒冷地用飛行システム）のジャケット部分をCWU-45/Pとして採用されたものを空軍でも採用したものである。機内火災時の乗員生存率を上げるため、シェルの生地にはデュポン社が開発した難燃（不燃ではない）性素材・商品名「ノーメックス（NOMEX）」（アラミド繊維の一種、アロマティック・ポリアミド）が使用されている。2011年の製造途中から生地がノーメックスからノボロイド(NOVOLOID)へ変更された。
当初、ジャケットの背面に特徴的なアクション・プリーツが採用されていたが、機内においてプリーツ部が器材に引っ掛かるなど干渉の不具合が指摘され、実使用していた部隊レベルで一時期この初期型のプリーツを縫い潰すという改良がなされたが、保安上の理由からBスペックの途中から全面的にプリーツが廃止され現在に至る。また左袖のポケットにペン等の落下防止（エンジンの異物吸入による損傷対策と見られる）のフラップを追加されたこともあったがこれも全軍にわたって行われたものではない。CWU-45/PにはH-CWFSという脱着式のフードが存在するがこれもあまり使用されることはなく短期間で生産を終了している。
極初期型のモデルにはベルクロ脱着式の内ポケットがあり、オレンジ色のレスキューパネルと呼ばれる布を収納するようになっている。

## 使用法
通常、米空軍のパイロットはフライトスーツの上にCWU-45/P（またはCWU-36/P）を着用し、諸装備を着装して機体に搭乗する。それに対し現在の米海軍の航空機乗組員、なかでも射出型座席を装備した機体の搭乗員は、搭乗時にフライトジャケットは着用しないのが基本である。海軍ではジャケットに「パッチ（ワッペン）」を取り付ける際の自由度が高い。そのため、規定が厳格な空軍や海兵隊に比べ、海軍飛行兵が着用するCWUジャケットには部隊章のほかに、戦績・経歴をあしらったカラフルなパッチによって派手なデコレートが施されていることが多い。

## 放出品とレプリカ
CWU-45/Pは各方面の第一線で多用されており、米軍の兵站局管理部から放出された中古品は非常に多い。品質はさまざまであり新品同様のものが放出されることも珍しくないが、背面にアクション・プリーツの付いた初期生産型は珍しく、デッドストックあるいはそれに準ずる良好なコンディションのものはコレクターからも珍重されている。
民生用についてはアルファ社が米国国内で販売を行っているが、日本代理店では扱っておらず、並行輸入品が少量流通するにとどまっている。またレプリカについてもノーメックス繊維が高価なためにナイロンを代用したレプリカが殆どであり、アルファ社もまた日本国内ではナイロン製のレプリカの販売を行っている。
民生品が国内で流通する以前には、東京ファントムやヒューストンなどからアラミド繊維を使用したレプリカが販売されていたこともあったが、オリジナルよりも高価であった。